# 마리타 카마초 키로스
마리타 카마초 키로스(Marita Camacho Quirós, 1911년 3월 10일 ~ 2025년 6월 20일)는 코스타리카의 정치인이자 코스타리카의 제34대 영부인이다.
1911년 코스타리카 산 라몬에서 태어났다. 부모님들은 농사를 하는 농부였다. 1932년에 사업가인 프란시스코 오를리치와 결혼하였다. 정당은 국민해방당이다. 1962년에 코스타리카의 34대 영부인 취임하여서 1966년에 퇴임을 하였다. 2025년 6월 20일 사망하였다.

## 같이 보기
- 최장수인

| 전임 올가 데 베네딕티스 안토넬리 | 제34대 코스타리카의 영부인 1962년 ~ 1966년 | 후임 클라라 폰세카 과르디아 |